# كاميرون فيلبس
كاميرون فيلبس (بالإنجليزية: Cameron Phelps)‏ هو لاعب دوري الرغبي أسترالي، ولد في 11 فبراير 1985 في سيدني في أستراليا.